# Richie Laryea
Richie Laryea (Toronto, 1995. január 7. –) kanadai válogatott labdarúgó, a Toronto hátvéde.

## Pályafutása

### Klubcsapatokban
Laryea a kanadai Toronto városában született. Az ifjúsági pályafutását a Club Uruguay csapatában kezdte, majd a Sigma akadémiájánál folytatta.
2015-ben mutatkozott be a Sigma felnőtt keretében. 2016-ban az észak-amerikai első osztályban szereplő Orlando City szerződtette. 2019-ben a Torontohoz igazolt. Először a 2019. április 6-ai, Chicago Fire ellen 2–2-es döntetlennel zárult mérkőzésen lépett pályára. Első gólját 2019. május 27-én, a San Jose Earthquakes ellen hazai pályán 2–1-re elvesztett találkozón szerezte meg. 2022. január 8-án 3½ éves szerződést kötött az angol másodosztályban érdekelt Nottingham Forest együttesével. 2022. április 18-án, a West Bromwich Albion ellen 4–0-ás győzelemmel zárult találkozón debütált. A 2021–22-es szezonban feljutottak a Premier League-be. 2022 nyara és 2023 nyara között a Torontonál, míg a 2023-as szezon második felében a Vancouver Whitecaps-nél szerepelt kölcsönben. 2024. február 23-án a Toronto szerződtette.

### A válogatottban
Laryea 2019-ben debütált a kanadai válogatottban. Először a 2019. szeptember 8-ai, Kuba ellen 6–0-ra megnyert mérkőzésen lépett pályára. Első válogatott gólját 2021. március 25-én, Bermuda ellen 5–1-es győzelemmel zárult VB-selejtezőn szerezte meg.

## Statisztikák
2024. augusztus 28. szerint
| Klub                             | Szezon   | Osztály      | Bajnokság | Bajnokság | Kupa  | Kupa | Nemzetközi | Nemzetközi | Összesen | Összesen |
| Klub                             | Szezon   | Osztály      | Meccs     | Gól       | Meccs | Gól  | Meccs      | Gól        | Meccs    | Gól      |
| -------------------------------- | -------- | ------------ | --------- | --------- | ----- | ---- | ---------- | ---------- | -------- | -------- |
| Orlando City                     | 2017     | MLS          | 12        | 0         | 0     | 0    | —          | —          | 12       | 0        |
| Orlando City                     | 2018     | MLS          | 9         | 0         | 0     | 0    | —          | —          | 9        | 0        |
| Toronto                          | 2019     | MLS          | 24        | 2         | 4     | 0    | —          | —          | 28       | 2        |
| Toronto                          | 2020     | MLS          | 22        | 4         | 0     | 0    | —          | —          | 22       | 4        |
| Toronto                          | 2021     | MLS          | 27        | 3         | 3     | 0    | 3          | 0          | 33       | 3        |
| Nottingham Forest                | 2021–22  | Championship | 5         | 0         | 0     | 0    | —          | —          | 5        | 0        |
| Toronto (kölcsönben)             | 2022     | MLS          | 10        | 0         | 0     | 0    | —          | —          | 10       | 0        |
| Toronto (kölcsönben)             | 2023     | MLS          | 18        | 2         | 1     | 0    | —          | —          | 19       | 2        |
| Vancouver Whitecaps (kölcsönben) | 2023     | MLS          | 14        | 1         | 0     | 0    | —          | —          | 14       | 1        |
| Toronto                          | 2024     | MLS          | 5         | 1         | 1     | 0    | 3          | 0          | 9        | 1        |
| Összesen                         | Összesen | Összesen     | 146       | 13        | 9     | 0    | 6          | 0          | 161      | 13       |

### A válogatottban
| Válogatott | Év       | Pályára lépés | Gól |
| ---------- | -------- | ------------- | --- |
| Kanada     | 2019     | 4             | 0   |
| Kanada     | 2020     | 2             | 0   |
| Kanada     | 2021     | 16            | 1   |
| Kanada     | 2022     | 15            | 0   |
| Kanada     | 2023     | 11            | 0   |
| Kanada     | 2024     | 7             | 0   |
| Összesen   | Összesen | 55            | 1   |

#### Góljai a válogatottban
| # | Időpont           | Helyszín                                             | Ellenfél | Gólok | Eredmény | Kiírás               |
| - | ----------------- | ---------------------------------------------------- | -------- | ----- | -------- | -------------------- |
| 1 | 2021. március 25. | Exploria Stadion, Orlando, Amerikai Egyesült Államok | Bermuda  | 3–0   | 5–1      | 2022-es VB-selejtező |

## Sikerei, díjai
Toronto
- Kanadai Kupa
  - Döntős (2): 2019, 2021

Nottingham Forest
- Championship
  - Feljutó (1): 2021–22